# Xenòfit
Un xenòfit és un vegetal d'origen exòtic, al·lòcton. El terme xenòfit, proposat per Theollung l'any 1918, és una paraula composta per la forma prefixada del mot grec xénos, que significa "estranger", i la forma sufixada del mot grec phytón, que significa "planta".

## Classificació
Segons l'època d'introducció es distingeixen:
- Arqueòfit: planta introduïda abans de l'any 1500 dC
- Neòfit: planta introduïda posteriorment.

Segons el grau de naturalització (Kornas, 1990):
- Ergasiofigòfit: espècie conreada, incapaç de sobreviure sense ajuda de l'home, de manera que no es pot naturalitzar plenament.
- Efemeròfit: espècie conreada o no que es naturalitza, però poc viable degut a la incapacitat de produir llavors o diàspores que fagin perdurables llurs poblacions.
- Epecòfit: espècie establerta en ambients ruderals o arvenses dependents de l'alteració humana.
- Agriòfit: espècie establerta en ambients naturals o poc alterats per l'home.

Segons el grau d'alteració que provoquen en l'ecosistema:
- Espècie introduïda: aquella que ha estat transportada per l'home, superant barreres biogeogràfiques que de manera natural resulten infranquejables
- Espècie naturalitzada: aquella que després de ser introduïda és capaç de superar barreres biòtiques (meiosi, pol·linització, fecundació, embriogènia, producció de diàspores vegetatives, supervivència a depredadors, etc.) abiòtiques (adaptació a les condicions climàtiques, edàfiques, etc.) podent reproduir-se de manera regular.
- Espècie invasora: espècie naturalitzada que depassa d'un determinat llindar espacial i temporal en les seves capacitats invasives. Concretament, per via reproductiva l'espècie naturalitzada ha de ser capaç de produir noves poblacions allunyades 100 m o més de la inicial, i en menys de 50 anys. Per via vegetativa l'espècie naturalitzada ha de ser capaç de produir noves poblacions allunyades 6 m cada 3 anys. La regla dels deus (Williamson, 1996) diu que el 10% de les espècies introduïdes arriba a naturalitzar-se, i d'aquestes, el 10% arriben a ser invasores.